# Arquebisbat de Siracusa
L'arquebisbat de Siracusa (italià: arcidiocesi di Siracusa; llatí: Archidioecesis Syracusana) és una seu metropolitana de l'Església catòlica, que pertany a la regió eclesiàstica Sicília. El 2010 tenia 320.000 batejats d'un total de 330.000 habitants. Actualment està regida per l'arquebisbe Salvatore Pappalardo.

## Territori
L'arquebisbat s'estén per quasi tota la província de Siracusa, amb 16 dels 21 municipis (només no ho són els pobles d'Avola, Noto, Pachino, Portopalo di Capo Passero i Rosolini, que formen part de la diòcesi de Noto). La seu episcopal es troba a la ciutat de Siracusa, on es troba la catedral de la Nativitat de Maria Santíssima.
El territori està dividit en 76 parròquies i 4 arxiprestats: Siracusa, Augusta-Melilli, Lentini i Palazzolo-Floridia.

## Sants

### Sants patrons
- Sant Marcià (patró principal de l'arquebisbat de Siracusa)
- Santa Llúcia (patrona principal de la ciutat de Siracusa i patrona secundària de l'arxidiòcesi)
- Sant Sebastià màrtir (copatró de la ciutat de Siracusa)

### Sants de l'arxidiòcesi
- Sant Marcià
- Santa Llúcia
- Sant Ors
- Sant Bassià
- Sant Massimià
- Sant Joan
- Sant Zosim
- Sant Esteve III, Papa
- Sant Metodi
- Sant Josep Himnògraf
- Sants Alfi, Cirí i Filadelfi

## Història

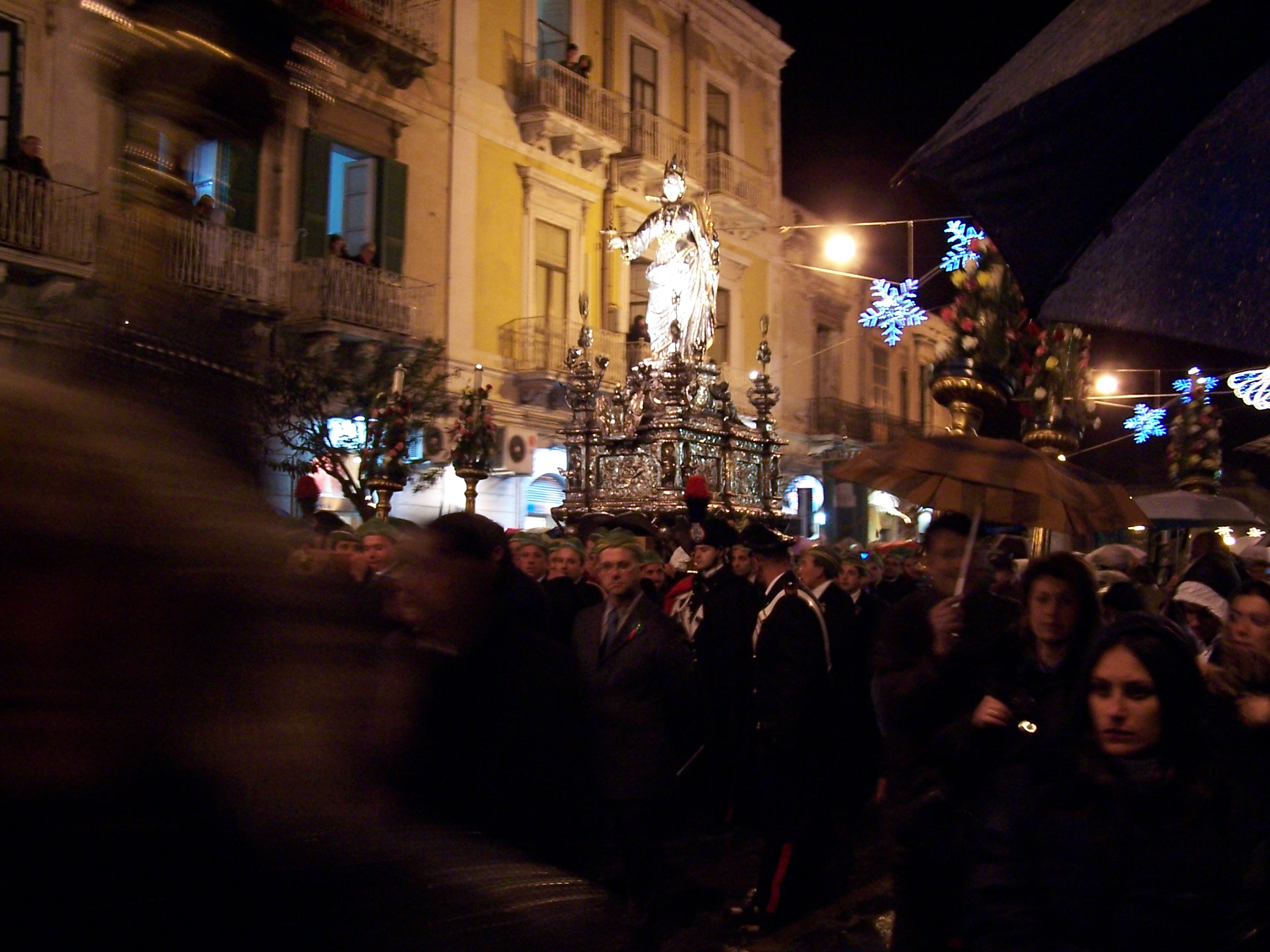
La festa de Santa Llúcia a Siracusa

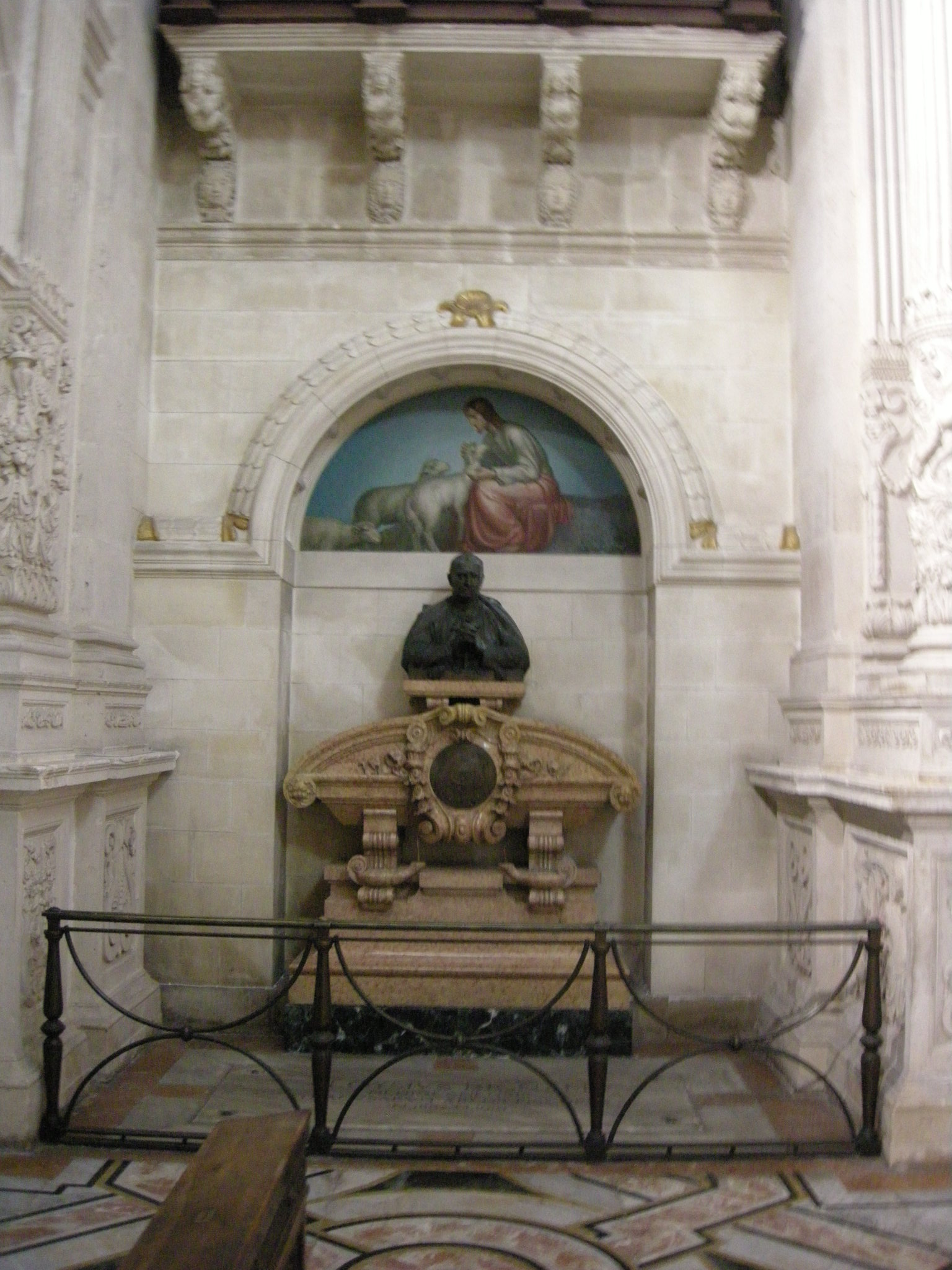
Tomba de l'arquebisbe Luigi Bignami, a la catedral de Siracusa

Segons una tradició, l'església de Siracusa es troba entre les més antigues de la cristiandat. Aquesta tradició es basa, però, en una font poc creïble, un manuscrit romà d'Orient dels segles vii-viii que es refereix a sant Marcià. Segons aquest manuscrit, Marcià hauria estat enviat per Sant Pere d'Antioquia a Siracusa al 39 i al 40, i Siracusa seria el segon bisbat més antic, després del d'Antioquia. Aquesta tradició va ser confirmada pel Papa Lleó X en què un breu va escriure: «.. cum, Accepimus sicut, Syracusana Ecclesia, aquí secunda missatge Antiochenam cat asseritur Crist. » ("... Perquè, com acceptem, l'Església de Siracusa es considera la segona consagrada a Crist, després de la d'Antioquia").
Al 61 Pau de Tars va aturar-se tres dies a Siracusa mentre que viatjava cap a Roma.
Les primeres proves arqueològiques del cristianisme siracusià són d'inicis del segle iii. Es tracta de les catacombes de santa Llúcia i santa Maria del Jesús.
Al segle iv el rastre de la vida cristiana es fa més evident, començant pel martiri de Santa Llúcia. Després de l'Edicte de Milà l'emperador Constantí va escriure al bisbe de Siracusa Crest per convidar-lo al concili d'Arles, celebrat al 314. Un altre bisbe de Siracusa, potser Germano, participà en el concili de Sàrdica en els anys 343-344.
A inicis del segle vi el bisbe Eulali acollí a la ciutat a Fulgenci de Ruspe i participà en els sínodes romans del 501 i del 503, on va ser el quart en orde de precedència, després dels bisbes de Roma, Milà i Ravenna.
Gregori el Gran va fer del bisbe Massiminià el seu vicari per a tota Sicília i s'interessà molt pels monestirs de Siracusa: san Nicolò, san Pietro ad Bajas, santa Lucia i el monestir de la Capitulana.
Encara al 680, a un document del papa Agató, se senyalà a Siracusa com la diòcesi més important de Sicília, i entre els segles viii i ix el patriarcat de Constantinoble li concedí el títol de metropolità de tota Sicília.
Al 860, el Papa Nicolau I reclamà per a la Santa Seu el dret de consagrar l'arquebisbe de Siracusa.
Poc després s'inicià la dominació àrab, que s'estengué entre el 21 de maig de 878 fins al 1086.
Després de la conquesta àrab, l'arquebisbe va ser deportat a Palerm i l'església de Siracusa també tenia els seus màrtirs: Joan i Andreu, amb els fills Pere i Antoni, deportats a l'Àfrica i executats per l'emir Ibrahim.
La diòcesi va ser restablerta el 1093, i comprenia la part sud-oriental de l'illa. El primer bisbe va ser Ruggero, consagrat pel Papa Urbà II. Inicialment la seu va ser declarada immediatament subjecta a la Santa Seu el 1169, tot i que el 1188 va esdevenir sufragània de l'arquebisbat de Monreale.
El 12 de setembre de 1816 i el 3 de juliol de 1817 va cedir part del seu territori en favor, respectivament, de les diòcesis de Caltagirone i de Piazza Armerina.
El 27 de març de 1832, mitjançant la butlla Universalis Ecclesiae del Papa Gregori XVI, tornà a esdevenir una immediatament subjecta a la Santa Seu.
El 15 de maig de 1844 cedí una nova porció del seu territori per tal que s'erigís la diòcesi de Noto, i el 20 de maig d'aquell any va ser elevada al rang d'arxidiòcesi metropolitana, amb tres diòcesis sufragànies: Caltagirone, Piazza Armerina i Noto.
El 6 de maig de 1950 cedí una nova porció del seu territori per tal que s'erigís la diòcesi de Ragusa, que inicialment quedà unida aeque principaliter a l'arquebisbat de Siracusa fins al 1955.
Entre el 29 d'agost i l'1 de setembre de 1953 es verificà el plor d'una imatge del Cor Immaculat de Maria. El 12 de desembre d'aquell any els bisbes sicilians confirmaren el fet miraculós. El 6 de novembre de 1994 el papa Joan Pau II consagrà el Santuari de la Madonna delle Lacrime, construït on s'havia produït el plor miraculós.
El 2 de desembre de 2000 es produí una reorganització de les seus metropolitanes sicilianes i Siracusa cedí les diòcesis de Caltagirone i de Piazza Armerina als arquebisbats de Catània i d'Agrigent, respectivament.
El 15 de desembre de 2004 el venerable cos de Santa Llúcia va estar-se cinc dies a Siracusa, ciutat nativa de la verge.
El 15 de juliol de 2005 se signà un acord entre l'arquebisbat de Siracusa i la Pontifícia Facultat Teològica de Sicília San Giovanni Evangelista de Palerm, pel qual la Facultat establia dins del curs de llicenciatura en Teologia, en la secció d'especialització en la teologia dogmàtica, la direcció eclesiologica amb caracterització mariològica. Els programes de postgrau en teologia, també es duen a terme a l'Institut Superior de Ciències Religioses Sant Metodi

## Cronologia episcopal
- Sant Marcià † (68)
- Cresto † (citat el 314)
- Anònim (potser Germano) † (citat el 343/344)
- Ceperione † (?)
- Siracusio † (?)
- Sant Eulalio † (inicis de 499/500 - finals de 503)
- Stefano † (553)
- Anònim † (inicis de 558 - finals de 560)
- Sant Massimiano † (inicis d'octubre de 591 - novembre de 594 mort)
- Sant Giovanni † (febrer de 595 - finals de 603)
- Pietro † (625 - 638)
- Isacco † (640 - 642)
- Sant Zosimo † (648 - 661)
- Sant Elia † (668)
- Giorgio † (citat el 668/669)
- Sant Teodosio † (citat el 680)
- Teodosio † (?)
- Stefano † (citat el 787)
- Teodoro il Critino † (833)
- Gregorio Asbesta † (847 - 865)
- Teodoro † (865 - 878)
- Ruggero † (1093 - 1104 mort)
- Guglielmo † (1111 - 1115)
- Uberto † (citat el 1217)
- Ugone † (inicis de 1124 - 1143)
- Baldovino † (?)
- Guarino † (1144 - 1154)
- Parisio † (?)
- Riccardo Palmer † (1157 - 1183)
- Lorenzo † (1188 - vers 1201 mort)
- Andrea Godefredo † (1201 - 1207 mort)
- Adamo Bartolomeo † (1212 - 1222)
  - Gualtiero † (?) (bisbe electe)
  - Corrado teutonico † (?) (bisbe electe)
- Gregorio † (1229 - 1254)
- Rinaldo de Lusio † (1254 - 1255)
- Matteo de Magistro † (1255 - 1267)
- Simone da Lentini, O.P. † (1269 - vers 1294 mort)
- Domenico da Saragozza, O.P. † (1296 o 10 de gener de 1304 - 8 d'agost de 1304 mort)
- Filippo Sánchez de Azur † (20 de gener de 1305 - 29 de desembre de 1312 mort)
- Pietro de Montecateno † (1313 - 4 de setembre de 1336 mort)
- Ogerio de Virzolo † (inicis de 1338 - vers 1341 mort)
- Giacomo Guidone de Franchis † (20 de novembre de 1342 - 15 de maig de 1361 mort)
- Enneco de Alemannia, O.P. † (10 de setembre de 1361 - 1380 mort)
- Francesco Dentice † (1380 - 15 d'octubre de 1381 mort)
- Giovanni d'Alife † (vers 1382 - 1385 mort)
- Ludovico † (6 d'octubre de 1386 - 1387 mort)
- Tommaso de Erbes, O.S.B. † (18 de març de 1388 - 14 de març de 1419 mort)
- Ruggero Bellomo † (15 de maig de 1419 - 22 de gener de 1443 mort)
- Juan García de Aragón, O.P. † (5 d'octubre de 1444 - 3 de febrer de 1446 nomenat bisbe de Mallorca)
- Paolo Santafè † (3 de febrer de 1446 - 4 de gener de 1460 mort)
- Antonio Jacopo Venier † (9 de gener de 1462 - 26 de gener de 1463 nomenat bisbe de Lleó)
- Andrea Tolomei † (26 de gener de 1463 - 12 de juny de 1468 mort)
- Dalmazio Gabriele, O.P. † (6 de setembre de 1469 - 13 de gener de 1511 mort)
- Guglielmo Raimondo Centelles † (4 de juny de 1512 - 22 d'agost de 1516 mort)
- Pietro Urries † (28 de setembre de 1516 - 1518 dimití)
- Ludovico Platamone † (18 de febrer de 1518 - 30 de maig de 1540 mort)
- Girolamo Beccadelli Bologna † (29 d'abril de 1541 - 16 de juliol de 1560 mort)
- Giovanni Orosco de Arzés † (6 de novembre de 1562 - 11 d'agost de 1574 nomenat bisbe de Catània)
- Gilberto Isfar y Corillas † (11 d'agost de 1574 - 23 de gener de 1579 nomenat bisbe de Patti)
- Giovanni Castellano Orosco † (26 de juny de 1579 - 12 de maig de 1602 mort)
- Giuseppe Saladino † (31 de maig de 1604 - 22 de novembre de 1611 mort)
- Giovanni Torres de Osorio † (13 de novembre de 1613 - 19 d'octubre de 1619 nomenat bisbe de Catània)
- Paolo Faraone † (7 d'octubre de 1619 - 12 de novembre de 1629 mort)
- Fabrizio Antinoro † (13 de novembre de 1630 - 25 de juliol de 1635 mort)
- Francesco d'Elia e Rossi † (2 de maig de 1639 - 6 de desembre de 1647 mort)
- Giovanni Antonio Capobianco † (22 de març de 1649 - 19 de maig de 1673 mort)
- Francesco Maria Rini, O.F.M. † (1º d'octubre de 1674 - 19 d'octubre de 1676 nomenat bisbe d'Agrigent)
- Francesco Fortezza † (14 de desembre de 1676 - 13 de novembre de 1693 mort)
- Asdrubale Termini † (30 de maig de 1695 - 6 de juny de 1722 mort)
- Tommaso Marino, O.P. † (14 de febrer de 1724 - 2 de maig de 1730 mort)
  - Seu vacant (1730-1732)
- Matteo Trigona † (7 de maig de 1732 - 10 d'octubre de 1747 dimití)
- Francesco Testa † (6 de maig de 1748 - 22 d'abril de 1754 nomenat arquebisbe de Monreale)
- Giuseppe Antonio de Requisenz, O.S.B. † (17 de febrer de 1755 - gener de 1773 mort)
- Giovanni Battista Alagona † (13 de setembre de 1773 - setembre de 1801 mort)
- Gaetano Bonanno † (24 de maig de 1802 - 6 d'agost de 1806 mort)
- Filippo Trigona † (18 de setembre de 1807 - 2 de gener de 1824 mort)
- Giuseppe Amorelli † (20 de desembre de 1824 - 13 de desembre de 1840 mort)
  - Seu vacant (1840-1845)
- Michele Manzo † (21 d'abril de 1845 - 27 de setembre de 1852 nomenat arquebisbe de Chieti)
- Angelo Robino † (27 de juny de 1853 - 28 d'agost de 1868 mort)
  - Seu vacant (1868-1872)
- Giuseppe Guarino † (23 de febrer de 1872 - 5 de juliol de 1875 nomenat arquebisbe de Messina)
- Benedetto La Vecchia † (5 de juliol de 1875 - 6 de març de 1896 mort)
- Giuseppe Fiorenza † (22 de juny de 1896 - 11 de desembre de 1905 nomenat arquebisbe titular de Claudiopoli di Onoriade)
- Luigi Bignami † (11 de desembre de 1905 - 27 de desembre de 1919 mort)
- Giacomo Carabelli † (13 d'abril de 1921 - 16 de juliol de 1932 mort)
- Ettore Baranzini † (29 d'abril de 1933 - 6 de març de 1968 mort)
- Giuseppe Bonfiglioli † (6 de març de 1968 - 17 d'abril de 1973 nomenat arquebisbe de Cagliari)
- Calogero Lauricella † (8 de setembre de 1973 - 20 de juny de 1989 mort)
- Giuseppe Costanzo (7 de desembre de 1989 - 12 de setembre de 2008 ritirato)
- Salvatore Pappalardo, des del 12 de setembre de 2008

## Estadístiques
A finals del 2004, la diòcesi tenia 320.000 batejats sobre una població de 330.000 persones, equivalent al 97,0% del total.
| any  | població | població | població | sacerdots | sacerdots       | sacerdots       | sacerdots             | diaques | religiosos | religiosos | parroquies |
| ---- | -------- | -------- | -------- | --------- | --------------- | --------------- | --------------------- | ------- | ---------- | ---------- | ---------- |
| any  | batejats | total    | %        | total     | clergat secular | clergat regular | batejats por sacerdot | diaques | homes      | dones      |            |
| 1970 | 267.250  | 269.400  | 99,2     | 183       | 124             | 59              | 1.460                 |         | 75         | 425        | 65         |
| 1978 | 290.800  | 293.870  | 99,0     | 184       | 124             | 60              | 1.580                 |         | 70         | 495        | 67         |
| 1990 | 308.000  | 318.000  | 96,9     | 165       | 123             | 42              | 1.866                 | 2       | 45         | 354        | 74         |
| 1999 | 331.000  | 335.000  | 98,8     | 164       | 121             | 43              | 2.018                 |         | 48         | 357        | 76         |
| 2000 | 333.000  | 337.000  | 98,8     | 166       | 124             | 42              | 2.006                 | 4       | 49         | 313        | 76         |
| 2001 | 335.000  | 339.000  | 98,8     | 165       | 123             | 42              | 2.030                 | 4       | 49         | 313        | 76         |
| 2002 | 320.000  | 330.000  | 97,0     | 162       | 120             | 42              | 1.975                 | 5       | 49         | 291        | 76         |
| 2003 | 320.000  | 330.000  | 97,0     | 151       | 118             | 33              | 2.119                 | 5       | 38         | 255        | 76         |
| 2004 | 320.000  | 330.000  | 97,0     | 148       | 116             | 32              | 2.162                 | 7       | 37         | 232        | 76         |
| 2010 | 320.000  | 330.000  | 97,0     | 136       | 105             | 31              | 2.352                 | 13      | 34         | 163        | 76         |